# Fjärilskungsfisk
Fjärilskungsfisk (Gasterochisma melampus) är den enda arten av fjärilskungsfisksläktet (Gasterochisma). Den återfinns i södra halvklotets tempererade vatten ner till 200 meters djup. Den kan nå en längd på upp till 2 meter.
Fjärilskungsfisken, även kallad fjärilsmakrill, är skimrande blåsvart på ryggen med silverfärgade sidor och buk. Bröstfenorna är likaså silverfärgade, övriga fenor svarta.